# Unterste Mühle
Unterste Mühle ist eine Ortschaft in Radevormwald im Oberbergischen Kreis im nordrhein-westfälischen Regierungsbezirk Köln in Deutschland.

## Lage und Beschreibung
Der Ort liegt im Norden des Stadtgebiets von Radevormwald im Tal der Uelfe. Die Nachbarorte sind Im Hagen, Oberste Mühle, Radevormwald, und Leimholer Mühle. Im Süden von Unterste Mühle mündet der Kollenberger Bach in die hier zum Uelfebad aufgestaute Uelfe. Die Teichanlage ist Dank angesiedelter Gastronomie und einem Wanderparkplatz ein Ausflugsziel. Freizeitsportarten wie Angeln, Modellboot fahren und Wandern werden hier betrieben. Die über den Teich führende hölzerne Fußgängerbrücke mit ihrem Pavillon ist ein Wahrzeichen der Stadt Radevormwald.

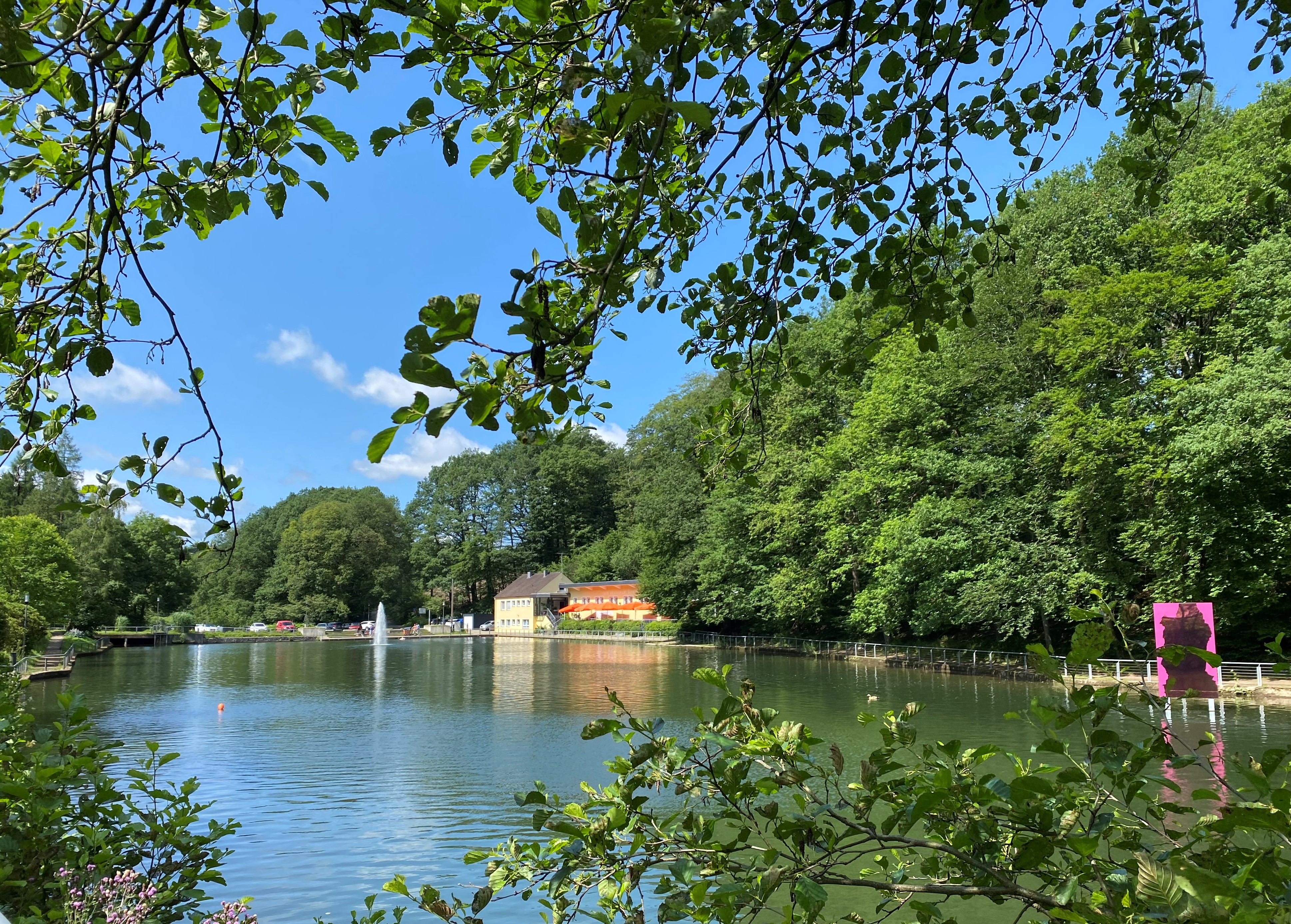
Uelfebad

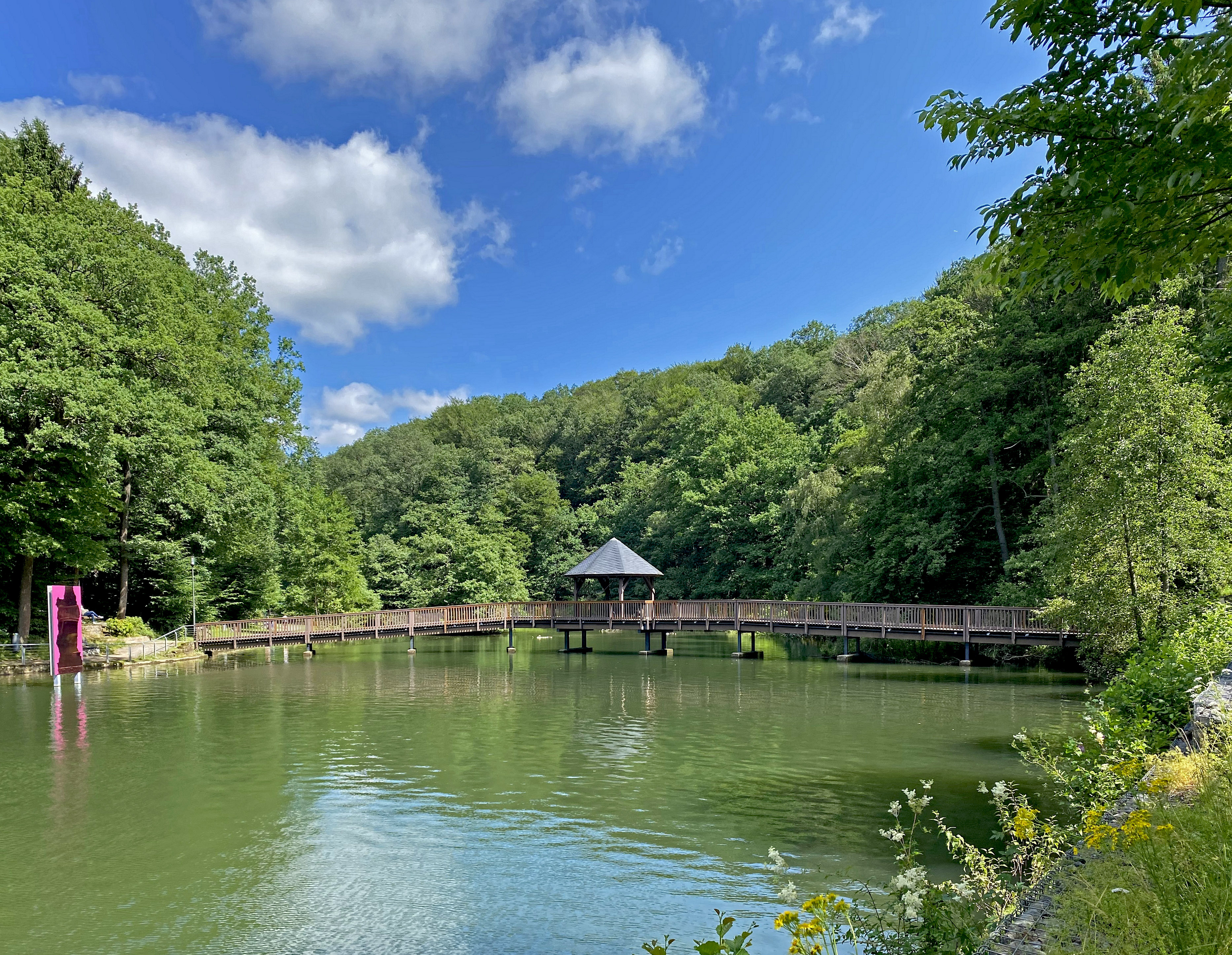
Teichanlage mit Holzbrücke

Politisch wird der Ort durch den Direktkandidaten des Wahlbezirks 170 im Rat der Stadt Radevormwald vertreten.

## Geschichte
1512 wird Unterste Mühle in Kirchenrechnungen der reformierten Kirchengemeinde Radevormwald mit der Benennung „nederste Moel“ aufgelistet.
Aus einem Vertragstext zwischen Kirche und der Stadt Radevormwald aus dem August des Jahres 1611 geht hervor, dass die im Besitz der Kirche zu Radevormwald befindlichen „oberste und unterste Mühlen“ im Sommer und Winter oft nicht betrieben werden konnten, da „das Wässerchen zu den Mühlen zu schwach und gering ist“. Um diesem „Mahlgebrech“ zu entgehen, man musste das Getreide zu den wasserarmen Zeiten in den Nachbarorten mahlen lassen, plante der Rat der Stadt Radevormwald auf einem Turm der Stadt die Errichtung einer Windmühle. Für die erzielbaren Pachteinnahmen wurde seitens der Kirche befürchtet, dass „dadurch die Pacht geringer werden möchte“ und die Mühle für die Kirche allein nicht mehr rentabel zu betreiben wäre. Am 21. August 1611 übernahm die Stadt Radevormwald daher die Unterste Mühle in Erbpacht.
Die Preußische Uraufnahme von 1840 bis 1844 benennt den Ort mit „Schmidts Mühle“. Ab der amtlichen topografische Karte (Preußische Neuaufnahme) von 1892 bis 1894 wird Unterste Mühle als Ortsname verwendet. Der ebenfalls für den Ort geläufige Name Hees-Mühle rührt von der seit dem Jahre 1855 urkundlich bezeugten Besitzerfamilie Johan Wilhelm Hees und deren Nachfahren.
Unmittelbar unterhalb von Unterste Mühle entstand 1927 Uelfeabwärts das sogenannte Uelfebad. Als Freibad wurde es bis 1955 genutzt. Danach wurde das Bad zu einer Teichanlage.

## Wanderwege
Folgende Wanderwege führen durch den Ort:
- Ra im Kreis: Wald-Wasser-Wolle-Wander-Weg (Radevormwalder Rundweg)
- Die Ortsrundwanderwege A1, A2, A4 und A5